# Pyramide in Rapa

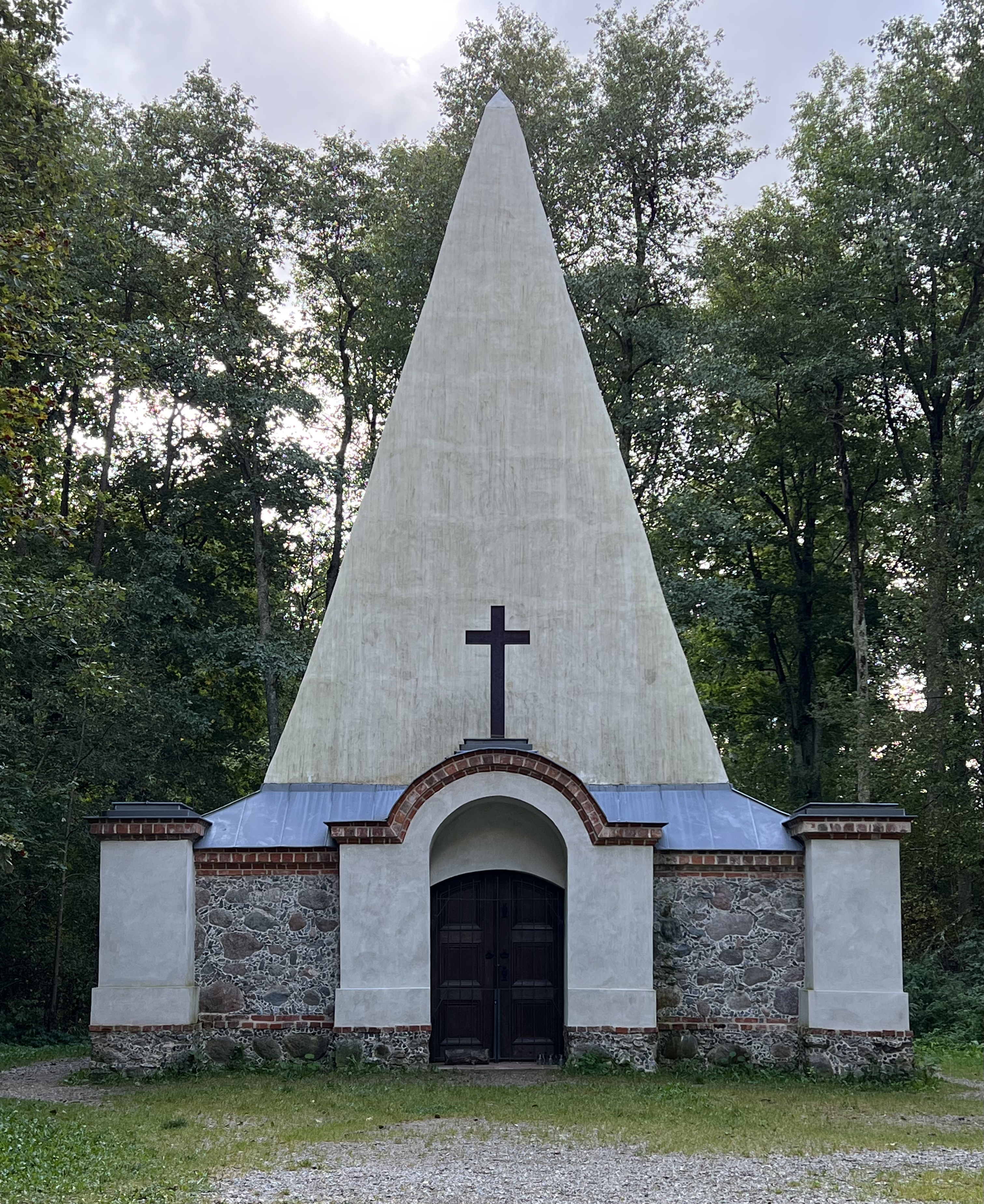
Die Pyramide in Rapa, 2022

Bei der Pyramide in Rapa (poln. Piramida w Rapie), auch Mausoleum in der Luschnitz genannt, handelt es sich um ein 1811 erbautes Grabmal der ostpreußischen Adelsfamilie von Fahrenheid in der Nähe des polnischen Dorfes Rapa (deutsch Angerapp, 1938 bis 1945 Kleinangerapp) in der Gemeinde Banie Mazurskie (deutsch Benkheim).

## Lage und Umgebung

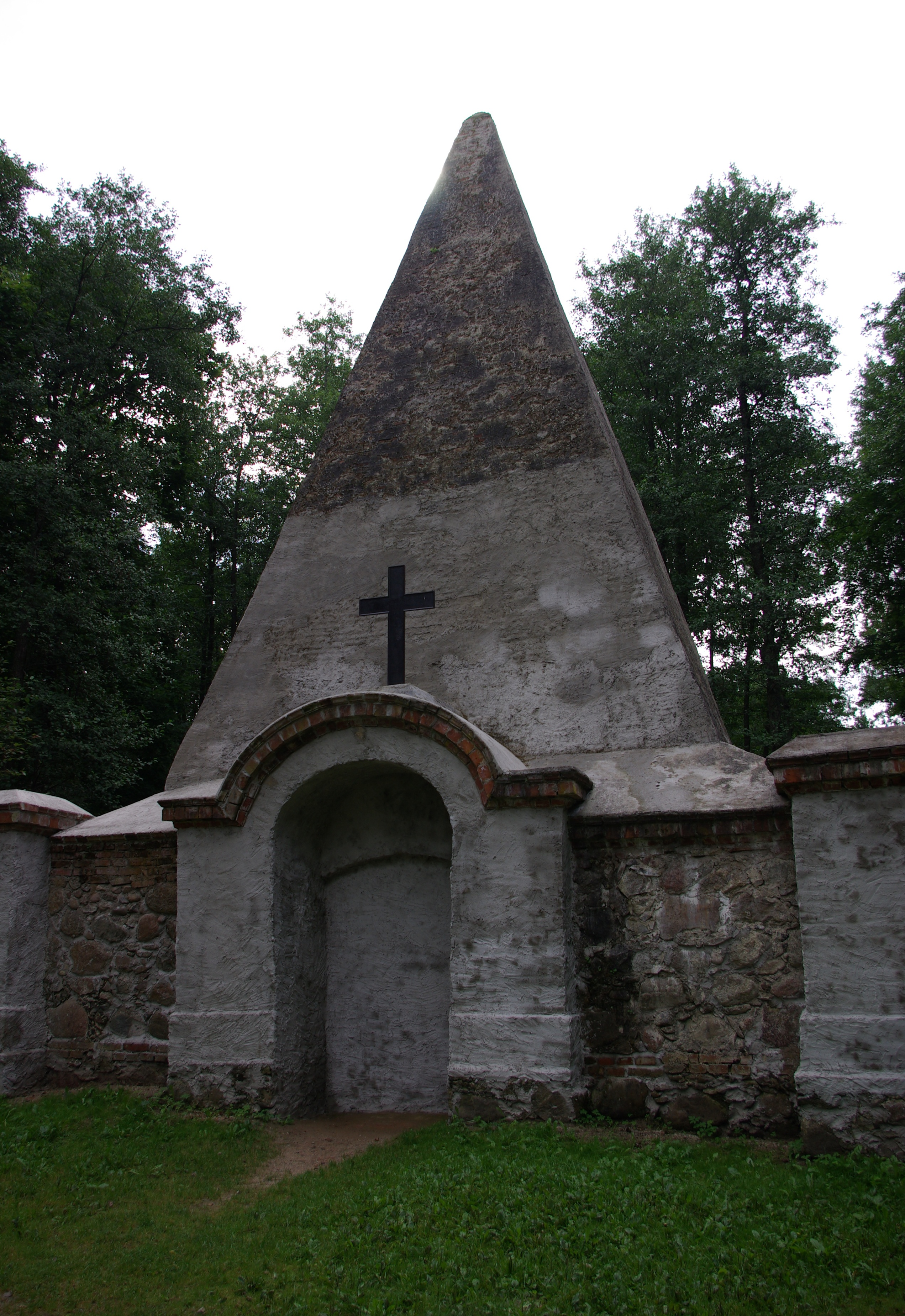
Die Pyramide in Rapa, 2010

Das Bauwerk befindet sich in einem Sumpfgebiet namens Rysie Bagno (Luschnitz) am nordöstlichen Rand des Lasy Skaliskie (Skallischer Forst, 1938 bis 1945 Altheider Forst). Wenige hundert Meter nördlich liegt der Ort Rapa, der bis 1945 zum Kreis Darkehmen (ab 1938 Kreis Angerapp, 1939 bis 1945 Landkreis Angerapp) gehörte. Seit der Teilung Ostpreußens nach dem Zweiten Weltkrieg befindet sich die 1946 in Osjorsk (russisch Озёрск für „Stadt am See“) umbenannte Kreisstadt und ein Großteil des einstigen Landkreises in der russischen Oblast Kaliningrad. Einige südlich gelegene Orte des Kreises wurden polnischen Gemeinden zugeteilt, darunter auch Rapa.

## Bauwerk

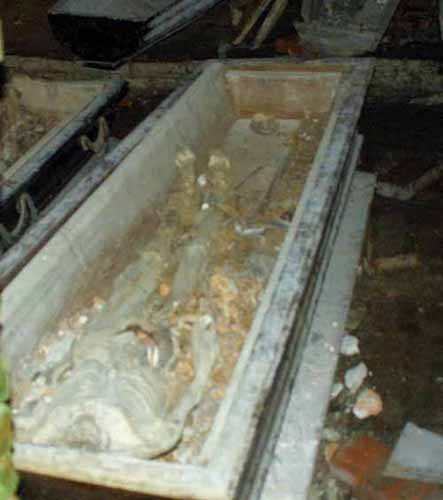
Mumifiziertes Skelett in der Pyramide, 2004

Das von dem dänischen Bildhauer Bertel Thorvaldsen geplante Mausoleum entstand nach dem Vorbild der Pyramiden des Alten Ägypten, entspricht jedoch nicht deren typischer Form. Das Fundament der 15,9 Meter hohen Pyramide in Rapa hat die Form eine Quadrats mit Seiten von jeweils 10,4 m Länge. Der Neigungswinkel der Außenwände beträgt daher 68° bis 70°. Der Neigungswinkel der Decke im Inneren von 51°52′ entspricht hingegen dem von antiken Vorbildern.
Der Pyramide in Rapa werden übernatürliche Kräfte nachgesagt, was vor allem mit der Mumifizierung der dort Bestatteten zu begründen ist. Der polnische Radiästhesist Leszek Matela veröffentlichte 1994 in der Zeitschrift Nie z tej ziemi (deutsch Nicht von dieser Erde) einen Artikel, demzufolge die Pyramide auf einer sogenannten Ley-Linie liegt. Diese verlaufe vom einstigen Wikinger-Zentrum Birka in Schweden über Rapa, den orthodoxen Kultstätten Polens (Grabarka und Jabłeczna) und Rumäniens (unter anderem das Kloster Voroneț), neolithischen Bauten in Bulgarien (Madara und Bolgarska Poljana) sowie altertümlichen Städten in der Türkei (Xanthos und Hierapolis) bis zu den Pyramiden von Gizeh. Das Kraftfeld der Ley-Linie werde durch die Pyramidenform des Grabmals verstärkt, negative Energie durch das Fundament aus Feldsteinen gehemmt.

## Geschichte
1773 übernahm Johann Friedrich Wilhelm von Fahrenheid aus unbekannten Gründen den Gutshof Angerapp von einer Familie Hoffmann. 1793 erwarb Friedrich Wilhelm Johann von Fahrenheid (1747–1834), der 1786 von König Friedrich Wilhelm II. in den preußischen Adelsstand erhoben wurde, einen großen Güterkomplex im fünf Kilometer entfernten Klein Beynuhnen (1938 bis 1945 Kleinbeinuhnen, seit 1946 russisch Ульяновское, Uljanowskoe). Sein Sohn Friedrich Heinrich Johann von Fahrenheid (1780–1849) brachte den Gutshof zur wirtschaftlichen Blüte, baute die Vollblutzucht zum damals zweitgrößten Privatgestüt Europas aus und legte damit den materiellen Grundstein für die künstlerischen Ambitionen der Familie. Fahrenheid, der an der Albertina in Königsberg studiert hatte, entdeckte während seiner Reisen durch Europa seine Leidenschaft für die vor allem in Frankreich populäre Ägyptologie. Er engagierte sich als Sammler und Kunstmäzen.

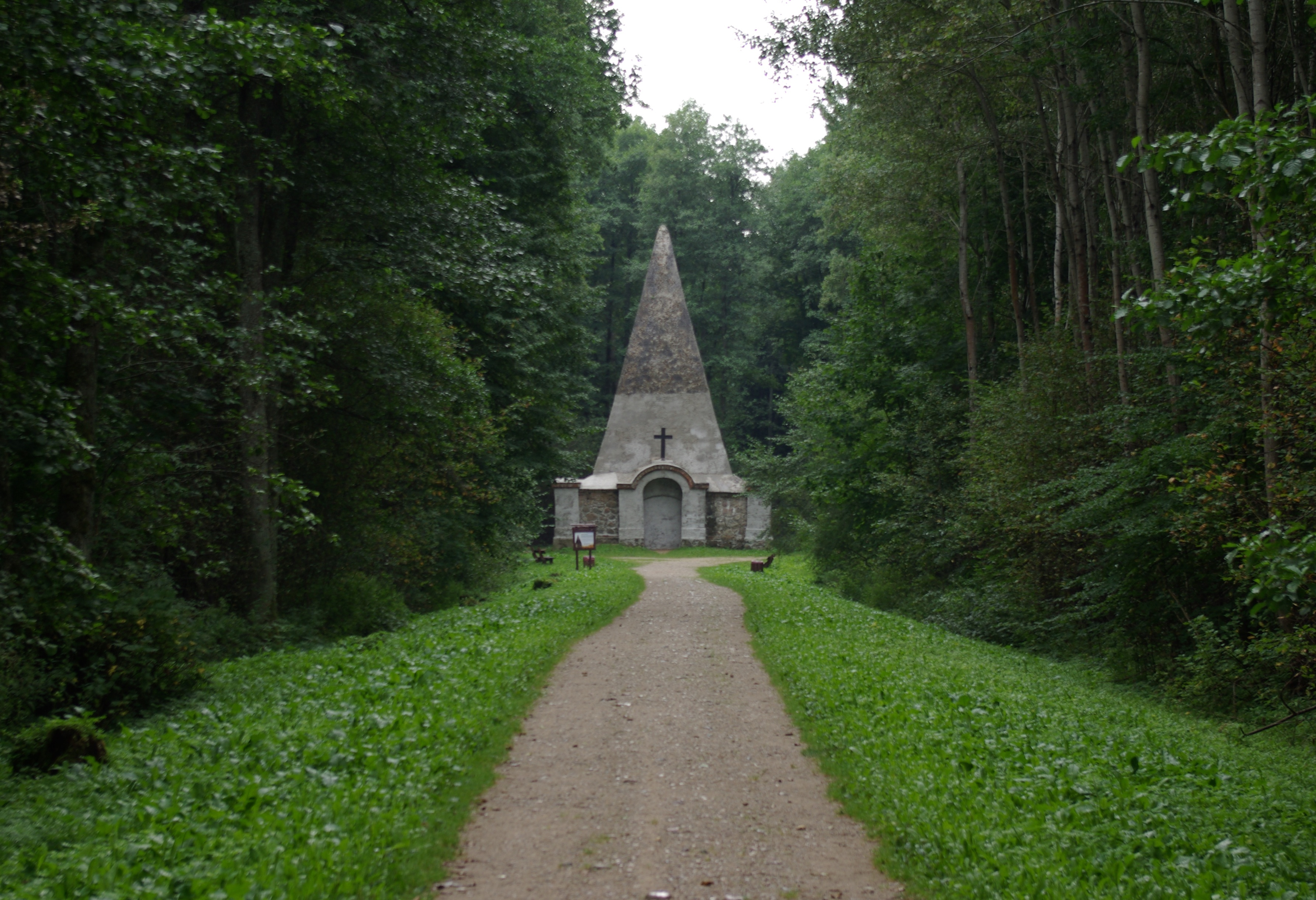
Die Pyramide in Rapa, 2010

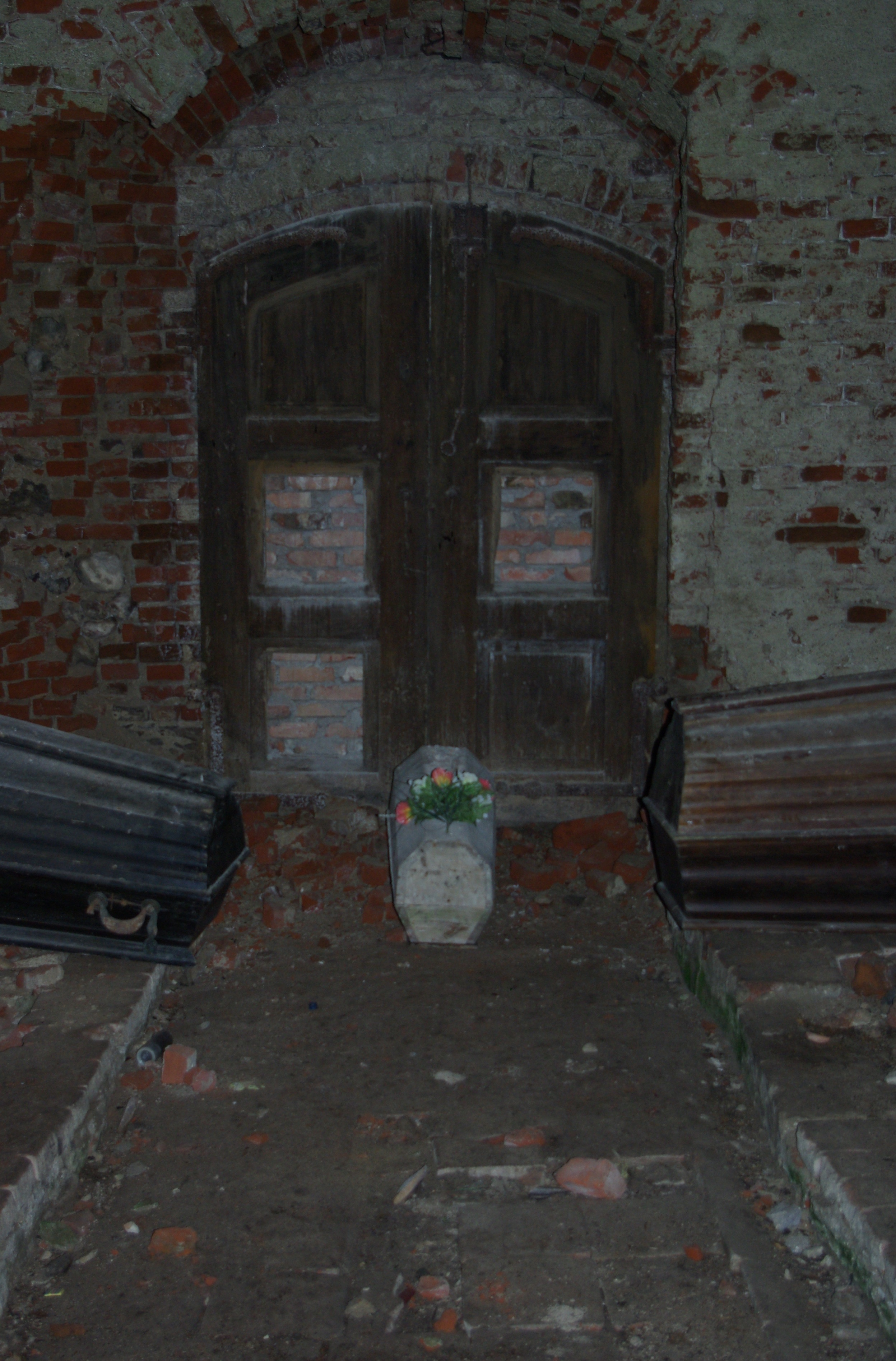
Innenraum der Pyramide, 2010

Nach dem Tod seiner erst dreijährigen Tochter Ninette ließ Friedrich Heinrich Johann von Fahrenheid das Familiengrab 1811 am Ende eines Dammes in dem sumpfigen Wald Luschnitz errichten. Eine andere Quelle spricht von 1795 als Baujahr sowie von Friedrich Wilhelm Johann von Fahrenheid als Bauherren und seiner am 30. Dezember 1811 verstorbenen dreijährigen Enkelin, die dort als erste bestattet wurde. Steinhauer aus Königsberg verrichteten die Bauarbeiten. Es ist überliefert, dass entlang der gesamten Dammlänge zwischen der Straße und dem Mausoleum Skulpturen standen. Später wurden in der Pyramide weitere Familienmitglieder begraben, darunter der 1849 verstorbene Friedrich Heinrich Johann von Fahrenheid.
Dieser hatte verfügt, dass sein Vermögen für Kunstsammlungen eingesetzt werde. Sein Erbe, Fritz von Fahrenheid (1815–1888), ließ für deren Aufbewahrung und Präsentation das Schloss Klein Beynuhnen errichten. Das Schloss wurde 1945 durch die Rote Armee gesprengt, die Sammlungen von sowjetischen Trophäenkommissionen requiriert, soweit sie nicht zerstört waren. Der Verbleib ist weitgehend unbekannt. Erhalten blieben in Klein Beynuhnen eine imposante, inzwischen verfallende Ziegelscheune, ein Gärtnerhaus und einige Wirtschaftsgebäude. Im ehemaligen Park soll es noch zwei Grabplatten geben, eine davon mit dem Fahrenheidschen Wappen. Auch Fritz von Fahrenheid wurde dort begraben.
In den beiden Weltkriegen wurde das Mausoleum in der Luschnitz von russischen bzw. sowjetischen Soldaten verwüstet, die Särge wurden geöffnet. Verwahrlost überstand die versteckt im Wald gelegene Ruhestätte die Nachkriegszeit. Durch die Fenster waren die mumifizierten Leichen sichtbar. In den 1990er Jahren stellten die polnischen Behörden das Bauwerk unter Denkmalschutz. Seitdem haben mehrere umfangreiche Renovierungsarbeiten stattgefunden. Der Eingang wurde zugemauert, die Fenstergitter wieder eingefügt und die Särge verschlossen. Auch der Damm zur Pyramide wurde inzwischen erneuert.